# Synagogalchor Hannover

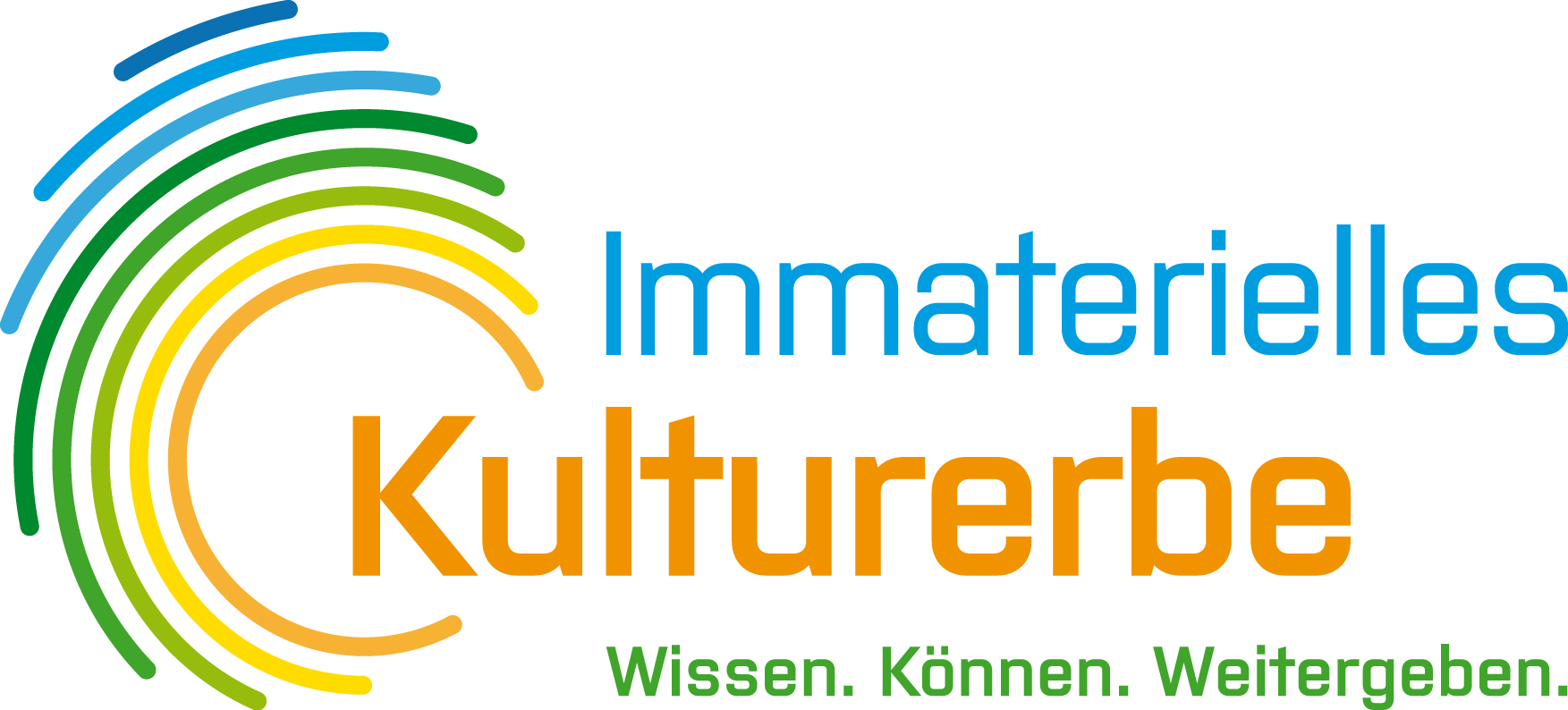
Logo des Bundesweiten Verzeichnisses des Immateriellen Kulturerbes der Deutschen UNESCO-Kommission

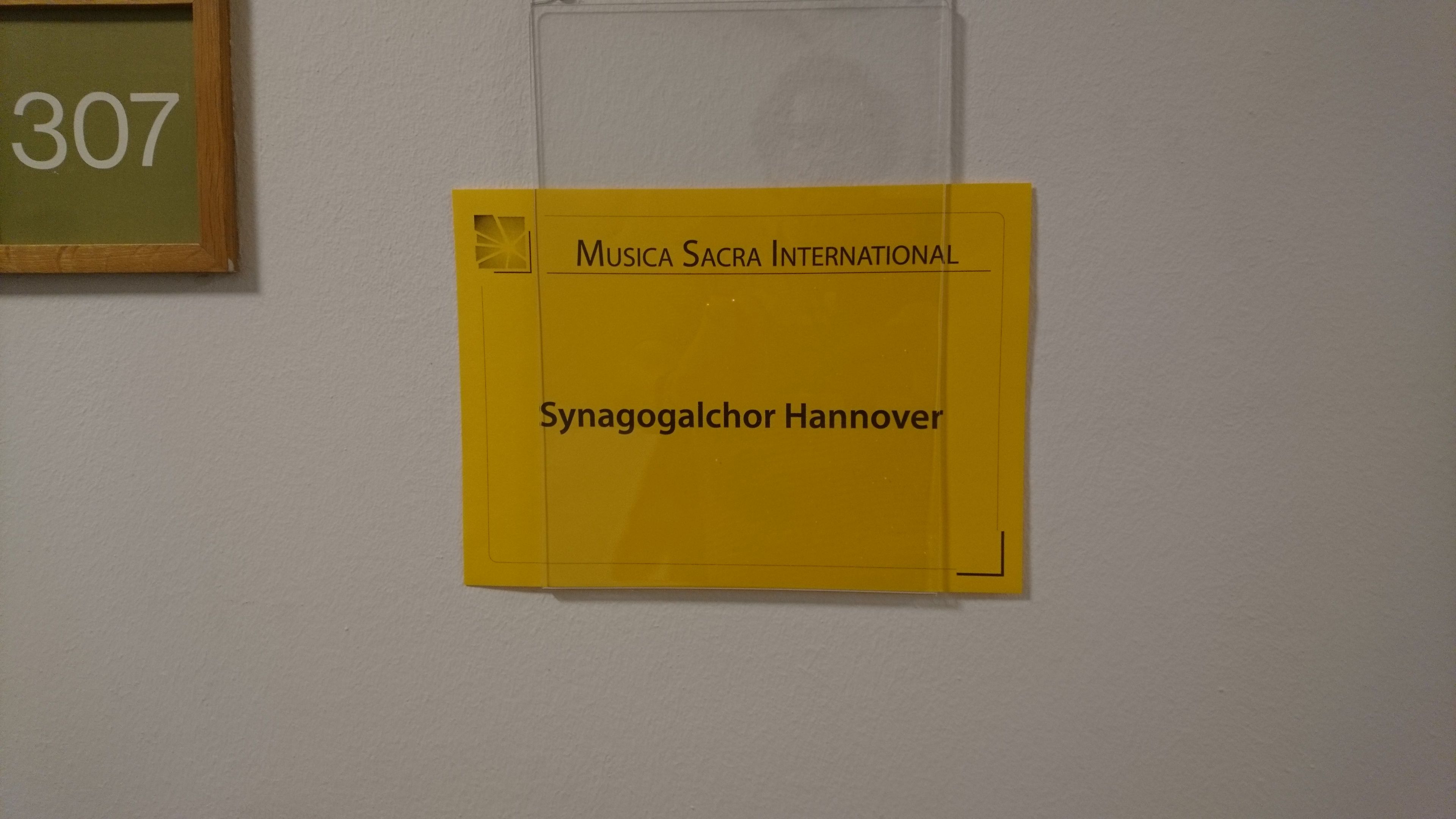
Garderobenschild Festival Musica Sacra International 2018

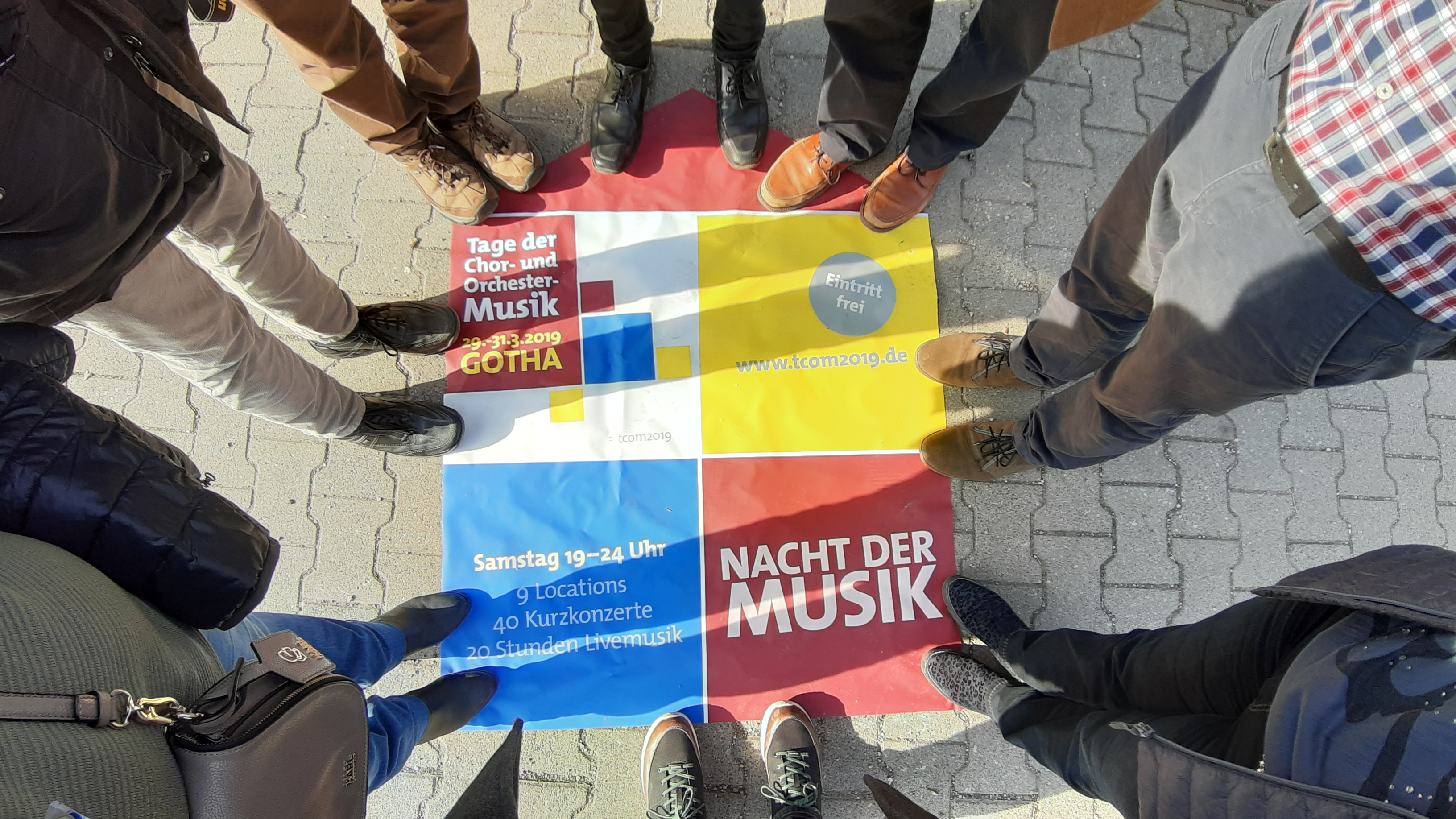
Vor dem Konzert in St. Bonifatius in Gotha, Nacht der Musik, Tage der Chor- und Orchestermusik 2019

Der Synagogalchor Hannover ist ein gemischter Kammerchor, der sich der Pflege und Bewahrung der jüdisch-liturgischen Musik Europas der Spätromantik verschrieben hat. Das Ensemble mit Sitz in Hannover widmet sich hier der Aufführung der aschkenasischen Tradition Mittel- und Osteuropas und ist gelistet im Register Guter Praxisbeispiele des Bundesweiten Verzeichnisses des Immateriellen Kulturerbes.

## Geschichte

### 2004 bis 2017
Das Wirken des Synagogalchores Hannover geht zurück auf das Jahr 2004:  Ein großer Teil des Ensembles gehörte bis in das Jahr 2017 hinein dem Europäischen Synagogalchor (zuvor: Ensemble für synagogale Musik) unter der Leitung von Andor Izsák an.
Der Europäische Synagogalchor gab zahlreiche Konzerte im In- und Ausland, unter anderem auf einer Tournee durch Ungarn im Goldenen Saal der Franz-Liszt-Musikakademie von Budapest und in den Synagogen von Debrecen und Szeged. Zudem veröffentlichte der Chor mehrere CDs und eine Doppel-DVD mit synagogaler Musik.

### Seit 2018
Der Synagogalchor Hannover in seiner heutigen semiprofessionellen Besetzung (SSAATTBB) gründete sich Anfang 2018. Die künstlerische Leitung (Orgel / Dirigat, Einstudierung) des Synagogalchores Hannover übernahm, nach Jahren eigener Mitwirkung im Chor, der in Hannover tätige und ansässige Kirchenmusiker und Dozent Sören Sönksen. Ideal des Chores ist ein homogener atmosphärisch dichter Ensembleklang, der dem sakralen Fundament der aufgeführten Musik gerecht wird und dabei die romantische Seele der Kompositionen europäischer Kantoren beziehungsweise zumeist jüdischer Komponisten synagogaler Musik authentisch vertont.
Seine Premiere vor Publikum hatte der Chor Pfingsten 2018 auf dem Festival Musica Sacra International in Marktoberdorf im Allgäu. Der Chor gab dort einige Begegnungskonzerte mit Chören aus Kultur- und Religionskreisen ferner Regionen und Kontinente und veranstaltete für Mitwirkende und Gäste des Festivals außerdem ein eigenes „Atelier“ als Workshop über Synagogale Musik.
Für Ende Januar 2019 folgte unter anderem eine Einladung ins Elsass nach Straßburg zum internationalen Festival Les Sacrées Journées de Strasbourg: Der Chor brachte, jeweils gemeinsam mit weiteren Festivalteilnehmern, zwei abendfüllende Konzerte zur Aufführung, darunter das Eröffnungskonzert in der Église St. Thomas.
Im März 2019 gastierte der Synagogalchor Hannover in Gotha in der Kirche St. Bonifatius im Rahmen der Langen Nacht der Musik der Tage der Chor- und Orchestermusik, wechselnd ausgerichtet von der Bundesvereinigung Deutscher Orchesterverbände und der Bundesvereinigung Deutscher Chorverbände. Im März 2023 führte den Chor eine Einladung zu den Tagen der Chor- und Orchestermusik nach Dessau-Roßlau in die dortige Johanniskirche, wiederum mit einem Konzert im Rahmen der Langen Nacht der Musik.
Am 6. Juli 2019 sang der Synagogalchor Hannover in der Neustädter Hof- und Stadtkirche St. Johannis sein erstes abendfüllendes Konzert vor heimischem Publikum, gleichzeitig ein Festkonzert anlässlich 15 Jahre Synagogalchor in Hannover.

### Auszeichnungen
Im März 2020 folgte auf Basis seiner musikalischen Arbeit die Aufnahme des Chores als Gutes Praxisbeispiel in das Bundesweite Verzeichnis des Immateriellen Kulturerbes, Bereich: Revitalisierung synagogaler Chormusik des 19. und 20. Jahrhunderts Mittel- und Osteuropas.